# 徳成玲香
徳成 玲香 （とくなり れいか、1994年12月14日 - ）は、日本の女性モデル、レースクイーン。
東京都出身。スリーライズ所属。愛称は「れいちゃん」。

## 来歴・人物
当初はスカイハイプロモーションズに所属し、イベントコンパニオンの他、2017年には「ビッグバン〜統一への道〜」でラウンドガールを務めていた。その後憧れだった清瀬まちが所属するスリーライズに移り、2019年のSUPER GT300クラス「R'Qs Racing Girls」でレースクイーンデビューした。
趣味はフルートと水泳。好きな色はピンク。

## 活動

### レースクイーン
| 年     | カテゴリー | チーム名          | 他メンバー                 |
| ------ | ---------- | ----------------- | -------------------------- |
| 2019年 | SUPER GT   | R'Qs Racing Girls | 浜嶋りな、安西茉莉、星未来 |

### イベントコンパニオン
| イベント名                 | 出演年：出演ブース                                                    |
| -------------------------- | --------------------------------------------------------------------- |
| 東京オートサロン           | 2019年：中国パビリオン                                                |
| 東京ゲームショウ           | 2016年：PlayStation 2017年：PICO 2018年：KONAMI 2019年：Lenovo LEGION |
| CP+                        | 2016年：ウエスタンデジタル・IOデータ 2019年：浅沼商会                 |
| CEATEC JAPAN               | 2017年：Lenovo 2018年：TEコネクティビティ                             |
| 東京モーターショー         | 2017年：TSテック                                                      |
| 東京モーターサイクルショー | 2017年：WITH ME RACING                                                |